# Montebello Ionico
Montebello Ionico là một đô thị ở tỉnh Reggio Calabria trong vùng Calabria, Ý, có cự ly khoảng 130 km về phía tây nam của Catanzaro và khoảng 15 km về phía đông nam của Reggio Calabria. Tại thời điểm ngày 31 tháng 12 năm 2004, đô thị này có dân số 6.685 người và diện tích là 55,7 km².
Đô thị Montebello Ionico có các frazioni (các đơn vị cấp dưới, chủ yếu là các làng) Fossato Jonico, Masella, và Saline Joniche.
Montebello Ionico giáp các đô thị: Bagaladi, Melito di Porto Salvo, Motta San Giovanni, Reggio Calabria, San Lorenzo.